# Hubert Froment
Hubert Froment est un architecte belge de la fin du XIXe et du début du XXe siècle. Actif principalement dans la région liégeoise, Hubert Froment réalise surtout des bâtiments religieux de style néogothique ou néoroman.

## Réalisations connues
- 1887 : clocher de l'église Saint-Hubert de Haccourt
- 1890 : chœur et transept de l'église Saint-Blaise de Grand-Hallet
- 1895 : église Saint-Nicolas de Waret-l'Évêque
- 1895 : église Saint-Lambert de Grivegnée
- 1897 : ensemble d’immeubles formant le coin entre la rue Mont Saint-Martin et les Degrés des Tisserands à Liège
- 1898 : église Notre-Dame de l'Assomption de Momalle
- 1902 : église Saint-Maurice de Crisnée
- 1904 : château Michaux à Lincent
- 1905 : église Saints-Victor et Léonard du Thier-à-Liège, imaginée avec l'architecte Clément Léonard
- 1905 : église Saint-Hubert de Han-sur-Lesse, imaginée avec l'architecte Clément Léonard
- 1906 : église Saint-Pierre de Lincent
- 1906 : église Saint-Étienne d'Avin